# Emilia Ehrlich
Emilia Ehrlich, właśc. Konstancja (Constance) Krystyna Ehrlich (ur. 18 kwietnia 1924 we Lwowie, zm. 14 grudnia 2006 w Krakowie) – polska zakonnica, biblistka, urszulanka Unii Rzymskiej.

## Życiorys
Była córką polskiego prawnika Ludwika Ehrlicha i Amerykanki Frances Thornton, wnuczką Arnolda Ehrlicha. Przed wojną letni wypoczynek spędzała w dworze Ehrlichów w Falejówce.
Do zakonu wstąpiła w sierpniu 1945, w 1950 złożyła śluby wieczyste. W latach 1948–1951 studiowała filologię angielska na Uniwersytecie Jagiellońskim, w latach 1951–1954 pracowała jako nauczycielka w liceum w Poznaniu, w latach 1954–1966 w liceum we Wrocławiu.
Była kierowniczką Diecezjalnego Instytutu Katechetycznego w Krakowie (1968-1969), w latach 1973–1976 wykładowcą Wyższego Instytutu Katechetycznego w Krakowie. Prowadziła lektoraty z zakresu języka angielskiego. W 1977 uzyskała na Papieskim Wydziale Teologicznym w Krakowie stopień doktora teologii.
W latach 1977–2000 przebywała w Domu Generalnym w Rzymie. W 1978 Jan Paweł II powierzył jej pracę w Sekretariacie Stanu (do 1988). Pełniła funkcję sekretarza Rady Administracyjnej Fundacji Jana Pawła II. W latach 1988–2000 zajmowała się prywatną biblioteką papieża. W 1994 pełniła funkcję sekretarza pomocniczego synodu biskupów.
W Watykanie zajmowała się m.in. przygotowywaniem materiałów biblijnych, wykorzystywanych później w dokumentach papieskich. Była również członkinią komisji powołanej do organizowania publikacji twórczości Karola Wojtyły. Była współpracownicą polskiej sekcji Radia Watykańskiego, przygotowując pogadanki biblijne, z których część została następnie wydana w formie książek.
Została pochowana na cmentarzu Rakowickim w Krakowie.

## Publikacje
- Rewizja życia, Warszawa 1971
- Uwagi o niektórych aspektach mesjanizmu, [w:] Wieczory Kasjańskie, Polski Instytut Kultury Chrześcijańskiej, 1982
- Portret Jezusa i jego Apostoła, Pallottinum, Poznań 1988, ISBN 978-83-7014-054-0.
- Biblijna ścieżka życia, Pallottinum 1991, ISBN 83-7014-162-5.
- Apokalipsa – Księga pocieszenia, Pallottinum, Poznań 1996, ISBN 83-7014-256-7.
- Wołanie o Chrystusa: wielkie antyfony „O!”, Pallottinum, Poznań 1998, ISBN 83-7014-314-8.